# Egosa
Egosa es el asentamiento ibérico del municipium Flavio de Egara, citado por Ptolomeo en su Geografía, del que se han encontrado algunas piezas de cerámica con inscripciones ibéricas en la confluencia de los torrentes de Vallparadís y Monner, en el subsuelo de las iglesias de San Pedro del parque de Vallparadís, en Tarrasa. También ha habido hallazgos aislados de monedas ibéricas fuera del barrio de San Pedro. Sin embargo, se ha especulado que la denominación Egosa habría que ponerla en duda dado que se puede tratar de un error en la transmisión del texto de Ptolomeo a lo largo de la Edad Media y que, muy probablemente, el nombre de Egara ya fuera válido en época ibérica.[cita requerida]